# سیگنال بازه
سیگنال بازه (انگلیسی: Interval signal) یا سیگنال تنظیم مشخصه یا نشانک بازه صدا یا موسیقی مورد استفاده در پخش بین‌المللی و مورد استفاده توسط گویندگان ملی است و قبل از شروع برنامه یا در حین استراحت‌های میان برنامه‌ای بویژه در برنامه‌هایی که در چند زبان مختلف مخابره می‌شوند، کاربرد دارد. این امر برای دستیابی به چند هدف است:
- به شنونده برای تنظیم کردن رادیوی خود روی موج صحیح ایستگاه کمک می‌کند. این امر بدین خاطر است که رادیوهای قدیمی یا ارزان پردازشگر فرکانس دیجیتال ندارند تا با آن بتوانند موج مورد نظر را پیدا کنند.
- با این کار به دیگر ایستگاه‌ها اطلاع داده می‌شود که این فرکانس مورد استفاده است.
- به عنوان شناسه‌ای برای ایستگاه است حتی اگر زبان مورد استفاده در پخش برای شنونده قابل فهم نباشد.

این روش در اروپا در دههٔ ۲۰ و ۳۰ میلادی و بر روی پخش طول موج کوتاه انجام شد. با ظهور سیستم‌های تنظیم دیجیتال، استفاده از سیگنال‌های بازه کاهش یافته است، اما هنوز ناپدید نشده است. سیگنال بازه در شبکه‌های تبلیغاتی ایالات متحده مورد استفاده قرار نگرفته است.